# Cucujidae
Cucujidae Latreille, 1802 è una famiglia di coleotteri con distribuzione pressoché cosmopolita. Vengono tipicamente trovati sotto la corteccia degli alberi vivi, ma anche alberi morti.

## Descrizione
La maggior parte è di colore marrone, mentre altri sono neri, rossi o gialli. Il capo è di forma triangolare, con antenne filiformi di 11 antennomeri, mandibole di grandi dimensioni.

## Biologia
Sia le larve che gli adulti vivono sotto la corteccia degli alberi, ma comunque poco si sa delle loro abitudini.

## Tassonomia
La famiglia è composta da circa 40 specie in quattro generi:
- Cucujus Fabricius, 1775
- Palaestes Perty, 1830
- Pediacus Shuckard, 1839
- Platisus Erichson, 1842